# Calochortus fuscus
Calochortus fuscus är en liljeväxtart som beskrevs av Julius Hermann Schultes. Calochortus fuscus ingår i släktet Calochortus och familjen liljeväxter. Inga underarter finns listade.